# 三保恵一
三保 恵一（みほ けいいち、1949年（昭和24年）7月18日 - ）は、日本の政治家。福島県二本松市長（3期 ）。旧二本松市長（1期）、福島県議会議員（5期）などを歴任した。

## 来歴
福島県二本松市出身。福島県立安達高等学校（大平分校）卒業。1983年（昭和58年）4月、福島県議会議員に初当選。1999年（平成11年）5月から2001年（平成13年）3月まで県議会議長を務めた。
2001年（平成13年）7月の第19回参議院議員通常選挙に福島県選挙区より無所属で出馬するも落選。
2003年（平成15年）、旧二本松市長に初当選。
2005年（平成17年）12月1日、旧二本松市と安達郡安達町・岩代町・東和町が合併し、新制の二本松市が発足。同年12月25日に行われた市長選挙に出馬し、自由民主党の推薦を得た元県議の高宮敏夫との一騎打ちを制し初当選した。2009年（平成21年）、無投票で再選。
2013年（平成25年）の市長選では、自由民主党二本松総支部の推薦を得た元市議の新野洋に僅差で敗れ落選。
2017年（平成29年）の市長選は再び三保と新野の一騎打ちとなった。新野には自民党に加え連合福島・自治労がさらに推薦を出した。公明党は自主投票を決めた。三保は市議25人のうち民進党、共産党系など11人の支持と共産党二本松市委員会などの支援を受け、現職の新野を下し、返り咲きを果たした。同年12月25日、市長に就任した。
2021年（令和3年）11月、無投票で4選。

## 市政
- 2020年（令和2年）6月2日、新型コロナウイルス対策の財源に充てるため、自身の6月期末手当を50％減額する条例案を市議会定例会に提出した。副市長と教育長については30％減額する[10]。同日、同条例案は可決された[11]。